# Il dottor Živago (film)
Il dottor Živago (Doctor Zhivago) è un film del 1965 diretto da David Lean, con Omar Sharif, Julie Christie e Geraldine Chaplin.
Tratto dall'omonimo romanzo di Boris Pasternak, fu presentato al 19º Festival di Cannes. Vinse cinque Golden Globe e cinque Oscar, tra cui quello per la musica con il celebre Tema di Lara di Maurice Jarre, che vendette centinaia di migliaia di copie e raggiunse la prima posizione nella Billboard 200.
Nel 1998 l'American Film Institute lo ha inserito al trentanovesimo posto della classifica dei migliori cento film statunitensi di tutti i tempi.

## Trama
Il film si svolge principalmente negli anni tra la prima guerra mondiale, la Rivoluzione russa del 1917 e la guerra civile russa. La storia inizia alla fine degli anni '40 e mostra il tenente generale del NKVD Evgraf Andreevič Živago alla ricerca della figlia del fratellastro, il dottor Jurij Andreevič Živago, e di Larisa ("Lara"). Evgraf crede che una giovane donna, Tanja Komarova, possa essere sua nipote e le racconta la storia del suo presunto padre.
Nel 1913 Jurij Andreevič Živago è un giovane specializzando in medicina, appassionato di poesia. Dopo la morte della madre in giovane età, è stato allevato dal ricco Aleksandr Gromeko e dalla moglie Anna. Durante i suoi studi a Mosca, Jurij ha modo di constatare la brutalità delle repressioni dell'esercito zarista contro la popolazione che manifesta per invocare migliori condizioni di vita. Il giovane fa la conoscenza di Lara, figlia diciassettenne di una modista mantenuta da Viktor Ippolitovič Komarovskij, un uomo privo di scrupoli, che non esita ad abusare di lei. Lara, presa dalla rabbia e dalla frustrazione per l'accaduto, durante una festa la notte di Natale, cerca di uccidere Komarovskij con una pistola datale da Pavel (Paša) Antipov, un amico rivoluzionario, innamorato di lei. Il tentativo fallisce e Komarovskij viene solo ferito ad un braccio. L'uomo concede alla giovane di allontanarsi, per non ingigantire lo scandalo.
Allo scoppio della prima guerra mondiale, Živago è sposato con Tonja, figlia del suo benefattore Gromeko, ed è padre di un figlio, Aleksandr (Saša). Parte per il fronte come medico e ritrova casualmente Lara, che lavora come infermiera nel suo reparto: lei è sposata con Paša, ma il marito si è arruolato e da quel momento i due sono rimasti divisi. Tra Jurij e Lara sboccia un amore platonico. Durante il terzo anno di guerra, gli insuccessi al fronte e le condizioni di estrema miseria in cui versa la popolazione russa provocano le prime diserzioni nell'esercito e le prime ribellioni nelle città, che presto culminano nella rivoluzione.
Al termine del servizio militare Jurij viene congedato e ritorna a Mosca. La rivoluzione ha però modificato profondamente le regole della società ed il modo di vita della famiglia: Tonja può occupare solo due stanze dell'antico palazzo, perché gran parte delle proprietà sono state collettivizzate e concesse gratuitamente ai proletari. Anche trovare legna per riscaldare il piccolo spazio è un grande problema. Proprio durante un furto notturno di legna, Jurij incontra il fratellastro Evgraf, che gode di ottima considerazione in seno al partito bolscevico e che svolge incarichi di polizia.
Evgraf avverte Jurij che le poesie che scrive sono invise al partito e aggiunge che, data la situazione, è più conveniente per lui e per la famiglia trasferirsi nella loro tenuta negli Urali, nei pressi del paese di Juriatin, in una zona dove i combattimenti sembrano sporadici. Durante il lungo viaggio in treno, la famiglia passa attraverso le zone in cui infuria la guerra tra l'Armata Rossa e l'Armata Bianca, assistendo allo scempio dei villaggi dati alle fiamme dalle truppe rosse di Strel'nikov, uno spietato comandante di cui la popolazione ha paura. Durante una sosta Živago viene arrestato dalle truppe di Strel'nikov, scoprendo così che si tratta di Antipov che, dopo la fine della guerra, si è unito ai bolscevichi sotto falso nome. Antipov gli consente di riunirsi alla famiglia per continuare il viaggio e lo informa che la moglie, Lara, si trova proprio a Juriatin, e che si è separato da lei, facendo prevalere gli ideali comunisti sul matrimonio.
Arrivati a destinazione, scoprono che la villa è stata posta sotto sequestro dai comunisti, e quindi ripiegano su un piccolo annesso in abbandono. Živago inizia una nuova vita, coltivando l'orto, finché un giorno, recandosi in paese, ritrova Lara. I due danno libero corso ai loro sentimenti, mentre infuria la guerra civile. Quando però Tonja resta incinta del secondo figlio, Živago decide di porre termine alla relazione ma, mentre è sulla strada del ritorno a casa, dopo aver comunicato la sua decisione all'amante, viene catturato dai partigiani rossi ed arruolato a forza come medico. Due anni dopo diserta e torna a casa tra terribili stenti, attraversando la steppa. Arrivato a Juriatin, ritrova Lara e scopre che Tonja, non vedendolo più tornare, è riuscita ad espatriare riparando a Parigi col padre e col figlio.
I due decidono di continuare la loro vita insieme nella casa dei Gromeko, dove Živago ricomincia a scrivere poesie, dedicate a lei. Ma una notte Komarovskij si presenta alla porta e comunica a Živago che è ricercato per diserzione e che Lara lo è ugualmente, in quanto moglie di Strel'nikov, nel frattempo caduto in disgrazia; i due rifiutano l'invito dell'uomo a recarsi con lui a Vladivostok così da imbarcarsi per la Francia. La loro intensa storia d'amore sembra scorrere felice, ma Komarovskij offre loro un'ultima possibilità di espatriare, informandoli che Strel'nikov si è suicidato per evitare la fucilazione, e che è solo questione di tempo prima che i due vengano arrestati. A questo punto Živago sembra accettare la proposta di Komarovskij, e fa partire Lara insieme a lui, promettendo di seguirla. Lara è consapevole che si tratta di un addio, e accetta solo per salvare il figlio che aspetta da Jurij.
Di Komarovskij e Lara si perdono le tracce nei disordini che infiammano la Mongolia, mentre Živago viene ritrovato in pessimo stato di salute a Mosca da Evgraf, che lo aiuta a riprendere il lavoro in ospedale. Anni dopo, mentre è a bordo di un tram, Jurij scorge Lara che cammina per strada ma, mentre cerca di raggiungerla, un attacco di cuore lo uccide.
Al funerale Evgraf viene avvicinato da Lara, che gli si presenta e gli chiede di aiutarla a ritrovare la figlia che ha avuto da Jurij. Evgraf spiega a Tanja che, dopo averla aiutata a cercare la figlia dispersa negli orfanotrofi, senza alcun esito, Lara era sparita da un giorno all'altro per non ritornare mai più, forse vittima delle purghe.

## Produzione
Dai contenuti speciali del film in DVD, si apprende che il produttore Carlo Ponti propose al regista David Lean di scritturare la moglie Sophia Loren per la parte di Lara. Il regista rifiutò perché la Loren era troppo anziana per interpretare una giovane di 17-18 anni. All'epoca del film, nel 1965, Julie Christie aveva 24 anni e la Loren 31. 
Le riprese durarono circa 10 mesi: non potendo girare il film in Unione Sovietica, perché il libro era ancora proibito, il regista scelse la Spagna, dove aveva già realizzato alcune parti di Lawrence d'Arabia. La scelta si rivelò sfortunata dato che la speranza di avere la neve invernale venne delusa da uno degli inverni spagnoli più caldi. Per simulare la neve fu necessario utilizzare polvere di marmo che veniva prelevata poco distante dalla località delle riprese.
Altre scene in esterno furono girate in Finlandia e Canada.

## Distribuzione

### Data di uscita
- Stati Uniti: 22 dicembre 1965
- Regno Unito: 26 aprile 1966
- Francia: 7 dicembre 1966
- Italia: 10 dicembre 1966

## Incassi
In Italia, con un incasso pari a sei miliardi di lire, fu il maggior successo della stagione 1966-67 superando pellicole quali Il buono, il brutto, il cattivo e La Bibbia.

## Riconoscimenti
- 1966 - Premio Oscar
  - Migliore sceneggiatura non originale a Robert Bolt
  - Migliore fotografia a Freddie Young
  - Migliore scenografia a John Box, Terence Marsh e Dario Simoni
  - Migliori costumi a Phyllis Dalton
  - Miglior colonna sonora a Maurice Jarre
  - Candidatura Miglior film a Carlo Ponti
  - Candidatura Migliore regia a David Lean
  - Candidatura Miglior attore non protagonista a Tom Courtenay
  - Candidatura Miglior montaggio a Norman Savage
  - Candidatura Miglior sonoro a A. W. Watkins e Franklin Milton
- 1966 - Golden Globe
  - Miglior film drammatico
  - Migliore regia a David Lean
  - Miglior attore in un film drammatico a Omar Sharif
  - Migliore sceneggiatura a Robert Bolt
  - Miglior colonna sonora a Maurice Jarre
  - Candidatura Miglior attrice debuttante a Geraldine Chaplin
- 1967 - Premio BAFTA
  - Candidatura Miglior film a David Lean
  - Candidatura Miglior attore britannico a Ralph Richardson
  - Candidatura Miglior attrice britannica a Julie Christie

- 1965 - National Board of Review Award
  - Migliori dieci film
  - Miglior attrice protagonista a Julie Christie
- 1966 - Festival di Cannes
  - Candidatura Palma d'oro a David Lean
- 1967 - David di Donatello
  - Miglior regista straniero a David Lean
  - Miglior produzione straniera a Carlo Ponti
  - Miglior attrice straniera a Julie Christie
- 1966 - British Society of Cinematographers
  - Migliore fotografia a Freddie Young
- 1967 - Golden Screen
  - Golden Screen Award
- 1967 - Grammy Award
  - Miglior colonna sonora a Maurice Jarre
- 1966 - Laurel Award
  - Miglior film
  - Candidatura Miglior attore protagonista a Omar Sharif
  - Candidatura Miglior attore non protagonista a Tom Courtenay
- 1988 - People's Choice Award
  - Miglior tema di sempre (My Love (Lara's Theme))

Nel 1999 il British Film Institute lo inserì al 27º posto della lista dei migliori cento film britannici del XX secolo.